# Engelbert IV van Edingen
Engelbert IV van Edingen (circa 1160 - 25 februari 1250) (Frans: Englebert d'Enghien) was van 1202 tot aan zijn dood heer van Edingen. Hij behoorde tot het huis Edingen.

## Levensloop
Engelbert IV was een zoon van heer Engelbert III van Edingen uit diens huwelijk met Elisabeth van Trazegnies. Hij werd ridder.
Na de dood van zijn vader rond 1205 werd hij heer van Edingen, hetgeen hij bleef tot aan zijn dood in februari 1250.
Rond 1200 trad Engelbert IV in het huwelijk met Ida of Adelheid, dochter van heer Arnulf III van Oudenaarde. Het huwelijk bleef kinderloos en na haar dood hertrouwde Engelbert met Adelheid (1180-1216), dochter van heer Jacob van Avesnes. Ze kregen zeker negen kinderen:
- Mahaut, Ida of Elisabeth (1203-1250), huwde in 1215 met burggraaf Everhard IV Radulf van Doornik[1]
- Huward, kanunnik in Doornik
- Gilles, ridder
- Maria, kloosterzuster in Preuny
- Zeger I (1205-1253), heer van Edingen
- Arnulf, heer van Blaton
- Jakeme, heer van Braine
- Adelheid, huwde rond 1220 met Wouter V Berthout, avoué van Mechelen
- Isabella, huwde met Evrard IV Radoul, heer van Mortagne en burggraaf van Doornik

1. ↑  Koert, Rob van, Elisabeth d'Enghien (± 1202-± 1221) » Stamboom Van Koert » Genealogie Online. Genealogie Online. Geraadpleegd op 28 juni 2023.